# Relleu juràssic

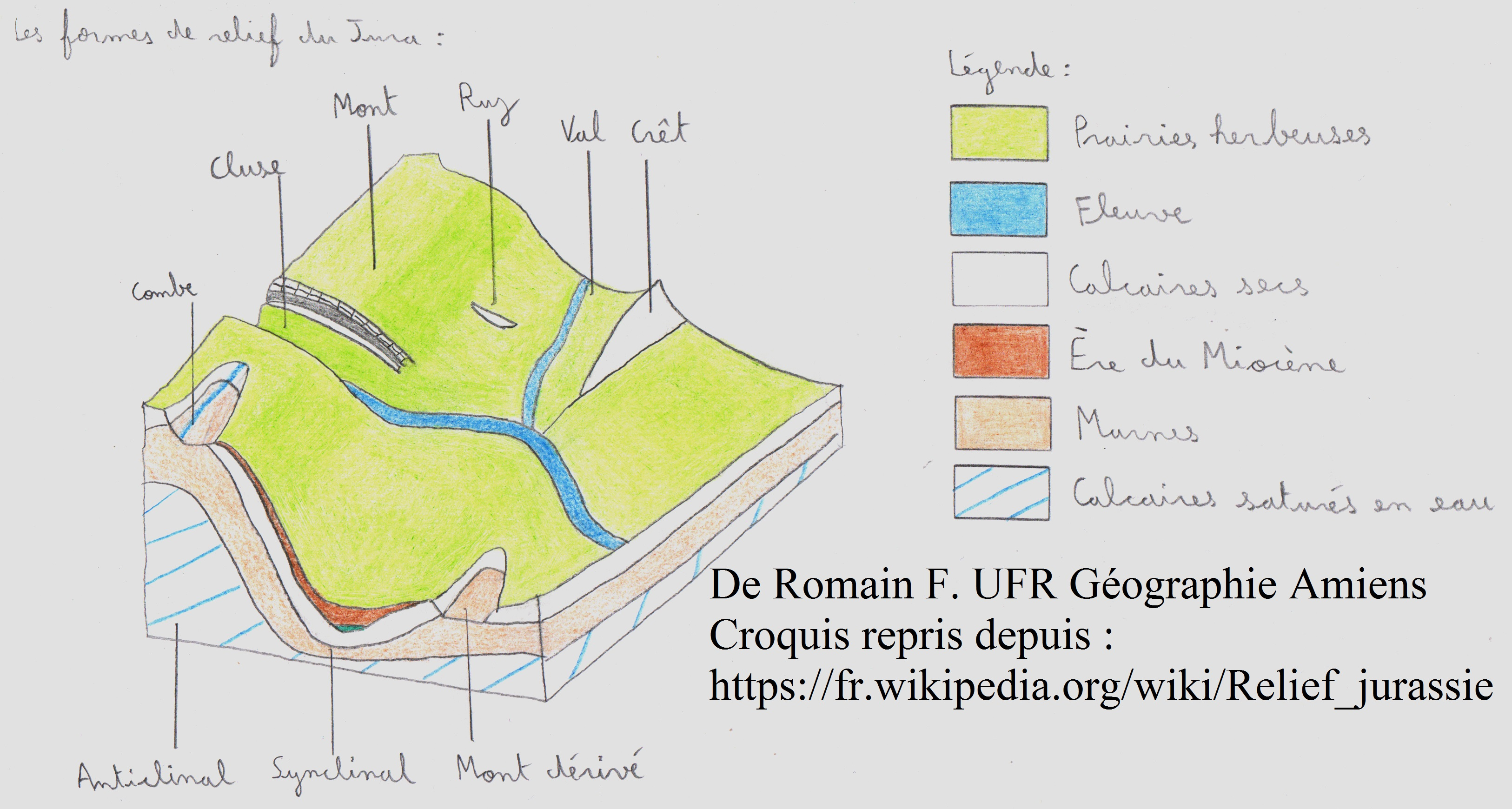
Les diferents formes del relleu juràssic.

El relleu juràssic és un conjunt de formes que es troben en regions sedimentàries on els estrats rocosos han estat fortament plegats, alçats o fallats, pel que l'erosió actua des d'un principi sobre les parts alçades, donant origen a una sèrie de formes menors del relleu que són típiques en la serralada del Jura, d'on han pres el seu nom. No arriba a ser una forma de relleu invertit perquè l'erosió no ha tingut temps suficient per a arribar a aquest estadi. I podria dir-se que un relleu juràssic és molt similar a un apalatxà, encara que menys evolucionat per la seua menor antiguitat, pel que l'erosió no ho ha convertit en una peniplanura ni en un exemple de relleu invertit.
Les principals formes del relleu que es troben en aquest tipus de relleu són:
- Mont, o forest anticlinal
- Blegue o vall anticlinal
- Cluse o òbriga transversal
- Val o vall sinclinal
- Ruz, que correspon a una vall incipient en el flanc d'un "mont".

## Massissos juràssics
- Serralada del Jura, a França, Suïssa i Alemanya
- Massís Central Francès.
- Els Prealps calcaris francesos, per exemple, el Massís de la Chartreuse (Massís de La Cartoixa)